# Bringing Out the Dead
Bringing Out the Dead (bra: Vivendo no Limite) é um filme de 1999 dirigido por Martin Scorsese, estrelando Nicolas Cage, Ving Rhames, John Goodman, e Tom Sizemore. É baseado no romance de Joe Connelly, um médico da cidade de Nova Iorque.

## Sinopse
Frank Pierce (Cage) é um paramédico que é constantemente assombrado por visões sobrenaturais de pessoas que ele não foi capaz de salvar. Pierce e seus outros três companheiros trabalham em estressantes plantões noturnos em uma ambulância na Nova York do início dos anos 90. Esgotado com a rotina e a tensão da sua profissão, Pierce embarca em uma busca desesperada pelo mínino de sanidade mental.

## Elenco
- Nicolas Cage.... Frank Pierce
- Patricia Arquette....Mary Burke
- John Goodman.... Larry
- Ving Rhames.... Marcus
- Tom Sizemore.... Tom Wolls
- Marc Anthony.... Noel
- Cliff Curtis.... Cy Coates
- Mary Beth Hurt.... Nurse Constance
- Aida Turturro.... Nurse Crupp
- Phyllis Somerville.... Mrs. Burke
- Queen Latifah.... Dispatcher Love
- Martin Scorsese.... Dispatcher

## Recepção da crítica
O Metacritic, que usa uma média ponderada, atribuiu ao filme uma pontuação de 70 em 100, baseado em 34 críticos, indicando críticas "geralmente favoráveis".